# Dagda
Dagda ("den gode guden") var i den keltiska mytologin på Irland, en mäktig gudom som idag antas var druidismens gud.
Dagda ledde sitt folk Tuatha de Danann mot Irlands ursprungliga befolkning. Liksom Herakles stred Dagda med en stor klubba. Ett mer specifikt keltiskt föremål som Dagda förknippas med är den gigantiska gryta han ägde, med vilken han kunde mätta en hel här. (Jämför Tor.)